# Тихонов, Андрей Валерьевич
Андре́й Вале́рьевич Ти́хонов (род. 16 октября 1970, Калининград, Московская область) — советский и российский футболист, полузащитник и нападающий; после завершения карьеры — тренер. Мастер спорта России международного класса.

## Биография
В 9 лет был приглашён в футбольную секцию клуба «Вымпел» (Калининград), которой руководил Виктор Константинович Фоменко. В 16—17 лет Андрей играл за клуб «Трудовые резервы».
В 18 лет был призван в армию. Там он два года проходил срочную службу во внутренних войсках в Красноярском крае, где занимался охраной тюрьмы.

Наша зона представляла собой огромный гараж, где ремонтировались лесовозы. Хотя у людей уже было по нескольку ходок, мы нормально общались — все мы люди, несмотря ни на что. Иногда ходили париться в баню. Иногда приносили им еду. Иногда женщин приводили. Там рядом с зоной был населённый пункт, где жили невыездные. Так вот среди них были гремучие бабы, которые выпивали и навещали заключённых. Один раз вместе с зэками съел собаку. В буквальном смысле. Хороших впечатлений от армии, естественно, нет. Но именно она сделала меня тем Андреем Тихоновым, которого все знают. Если бы не служба, может, так и играл бы до сих пор за родной «Вымпел»…

В 1988 году Тихонова чуть не направили в Грузию, где в то время шли серьёзные волнения.
По возвращении из армии он собирался устроиться работать грузчиком, однако супруга уговорила его вернуться в футбол. В октябре 1990 года вновь стал играть, выступая за клубы «Вымпел» и «Титан».

### Личная жизнь
Есть два брата. Леонид и Алексей. Оба работают в МВД.
Жена Надежда, работник банка, сыновья Михаил (родился 17 июля 1998 года — футболист, под руководством отца играл за «Крылья Советов», с июля 2024 года — за «Енисей»), Денис (родился 1 июля 2002 года, также футболист, игрок «Родины», с января 2024 по июль 2025 года играл на правах аренды в «Енисее» под руководством отца), Тимофей и Руслан.

## Клубная карьера

### «Спартак» (Москва)
Летом 1992 года во время матча дубля московского «Спартака» и «Титана» в Реутове Тихонова заметил присутствовавший на игре главный тренер «Спартака» Олег Романцев. Вскоре помощник главного тренера команды Александр Тарханов посмотрел ещё несколько матчей полузащитника и пригласил его на просмотр. После двухнедельных «смотрин» Тихонова подозвал Романцев и сказал: «Слушай, поговори со своими в Реутове, что-то они за тебя как-то много просят…». Тихонов поговорил с руководством «Титана» и так стал игроком «Спартака». В первом сезоне Тихонов стал лучшим бомбардиром второго дивизиона, забив в 23 матчах 22 гола. В одной из игр дубля забил все 8 голов своей команды, при этом не реализовав пенальти. В том же году, 31 октября, Тихонов дебютировал в основном составе команды в игре Кубка России с «Динамо» и в том же матче забил гол. С 1993 года стал регулярно привлекаться к играм в основном составе команды. 3 мая Тихонов забил первый гол в Высшей лиге чемпионата России, поразив ворота московского «Динамо», в том же году он забил гол в ворота «Океана», который принёс клубу победу в чемпионате страны.
Первые несколько сезонов в «Спартаке» выходил на позиции нападающего. В сезоне 1995 года Романцев перевёл Тихонова на левый фланг полузащиты. Увидев, что Тихонов достойно справляется с обязанностями, закрепил за ним именно эту позицию. В сентябре 1996 года в матче 1/32 Кубка УЕФА с «Силькеборгом», из-за удаления вратаря и исчерпанного лимита замен, Тихонов встал в ворота и смог поймать опасный удар со штрафного.
Тихонов рассказывал, что после еврокубкового матча против нидерландского клуба «Виллем II» ему позвонил посредник из «Аякса» с предложением о переходе в стан амстердамцев. Тихонов предложил посреднику перезвонить руководству «Спартака», которое в ответ на звонок сказало: «Больше сюда не звоните». Позже Тихоновым интересовался некий клуб из Германии, однако эту информацию руководство «Спартака» утаивало от Тихонова, как и от других игроков: Романцев опасался, что после ухода игроков рассыплется вся команда.
В конце 90-х годов был капитаном и символом московского «Спартака», но спад в его игре, а также прочие нефутбольные обстоятельства в 2000 году привёл к отчислению из команды тогдашним главным тренером «Спартака» Олегом Романцевым. Уход из «Спартака» стал самым тяжёлым моментом для Тихонова в его карьере.

### «Крылья Советов»
Тихонов перешёл в самарские «Крылья Советов», которые сразу после его прихода возглавляли в 2001 году турнирную таблицу чемпионата России, заняли итоговое 5-е место и пробились в еврокубки.

### «Химки»
28 декабря 2004 года, отказавшись заключать новый, годичный контракт с самарским клубом, Тихонов присоединился к подмосковным «Химкам», выступающим в Первом дивизионе.

### «Крылья Советов»
27 ноября 2007 года после смены собственника и всего руководства в «Крыльях Советов», в составе которых Тихонов выступал в 2001—2004 годах, новый главный тренер самарской команды Леонид Слуцкий объявил о возвращении Тихонова в клуб в качестве играющего тренера. В конце 2008 года Тихонов заключил с «Крыльями» новый контракт, однако уже в феврале 2009-го покинул Самару, ответив согласием на «очень серьёзное, солидное со всех сторон предложение» от астанинского «Локомотива».

### «Локомотив» (Астана)
В казахстанском клубе Тихонов воссоединился со своими друзьями, Егором Титовым и Сергеем Юраном. 10 марта 2009 года Тихонов был назначен капитаном «Локомотива».
В феврале 2010 года новое руководство «Локомотива» отказалось расплачиваться по денежным долгам прежнего хозяина клуба с Титовым, Тихоновым и Максимом Шацких, следствием чего стало отстранение высокооплачиваемых футболистов от тренировок. Титов и Тихонов отправились на турецкие сборы команды самостоятельно, но уже на месте до тренировок допущены не были. Игроки заявляли о готовности обратиться в суд, однако после вмешательства Федерации футбола Казахстана «Локомотив» выплатил часть долга. 1 марта 2010 года клуб уволил футболистов, в качестве причины указав «прогул» тех самых сборов. Ввиду закрытия трансферного окна Тихонов был лишён возможности перейти в клуб российской премьер-лиги.

### «Химки»
24 марта подписал одногодичный контракт с «Химками», клубом первого дивизиона. В 29 матчах, проведённых в чемпионате Первого дивизиона 2010 года за «Химки», на счету Тихонова два гола и 15 результативных передач.

### «Спартак» (Москва)
10 февраля 2011 года Тихонов по приглашению главного тренера московского «Спартака» поехал на предсезонные сборы, где его пригласили на должность играющего тренера. Сам Андрей ответил на предложение согласием. По словам Валерия Карпина, идея пригласить Тихонова в «Спартак» принадлежит ему. 10 марта Тихонов был заявлен за «Спартак» под 90 номером — в честь юбилея клуба в 2012 году. 20 апреля в 1/4 Кубка России 2010/11 провёл матч, выйдя в стартовом составе в качестве капитана и стал таким образом первым в истории клуба футболистом, вышедшим на поле в 40-летнем возрасте. Был заменён на 53-й минуте.
8 августа был заявлен в Лигу Европы УЕФА 2011/12, но на поле не выходил.
18 сентября 2011 года состоялся прощальный матч Тихонова. Он отыграл первый тайм против команды «Крылья Советов». Будучи самым возрастным игроком на поле (40 лет и 337 дней), отдал голевую передачу Эйдену Макгиди. Был заменён на 46 минуте самым молодым игроком в составе «Спартака» Александром Козловым. Разница в возрасте между игроками составила 23 года.

## Карьера в сборной
В сборной России Тихонов дебютировал 7 февраля 1996 года во встрече с командой Мальты, которая закончилась победой сборной России со счётом 2:0. В период с 1996 по 2000 год сыграл за сборную 29 игр и забил один гол (10 ноября 1996 года в ворота сборной Люксембурга). Последним матчем за сборную для Тихонова был матч со сборной Молдовы 4 июня 2000 года, в котором команда победила со счётом 1:0.
В матче 5 июня 1999 года против действовавших чемпионов мира из Франции, завершившемся победой России со счётом 3:2, Андрей Тихонов вышел в стартовом составе и на 72-й минуте уступил место одноклубнику Илье Цымбаларю, который участвовал в третьей голевой атаке российской сборной. Сам Тихонов в том матче не выпадал из игры, хотя и не переиграл своего визави Лилиана Тюрама.
Провёл один неофициальный матч за сборную России 18 августа 1997 года против сборной ФИФА (0:2).

## Стиль игры
Тихонов выступал в составе «Спартака» на позиции левого полузащитника и был одним из ключевых игроков команды эпохи Романцева. После ухода из команды Тихонова его попытался заменить Артём Безродный, однако он не закрепился на этой позиции из-за многочисленных травм.

## Тренерская карьера
В сезоне 2011/12 работал в  московском «Спартаке» в тренерском штабе Валерия Карпина, с приходом Унаи Эмери получил предложение сменить место работы на академию «Спартака».
16 июля 2012 года возглавил команду «Спарта» Щёлково из Третьего дивизиона, зона «Московская область», группа «А». 25 июля 2012 года стало известно, что Тихонов, помимо работы в «Спарте» будет работать в Академии «Спартак» им. Ф. Черенкова в должности заместителя директора по спортивным вопросам. 14 августа 2012 года, после дебютного матча ФК «Спарта» в новом сезоне, в интервью изданию «Советский спорт-Футбол» Тихонов заявил, что готов выйти на поле в составе своей команды в роли полузащитника. По информации официального сайта Федерации футбола Московской области Тихонов был заявлен за «Спарту» в Первенстве России и в качестве главного тренера, и в качестве игрока. По итогам сезона 2012/13 «Спарта» завоевала путёвку во второй дивизион, но из-за финансовых проблем не смогла получить профессиональный статус.
29 мая 2013 года, за день до официального объявления о расформировании щёлковской команды, Тихонов покинул «Спарту». В тот же день он вернулся в тренерский штаб «Спартака».
2 июня 2014 года, по истечении контракта со «Спартаком», вошёл в тренерский штаб «Краснодара».
14 июня 2016 года после встречи с губернатором Красноярского края стало известно о назначении Тихонова главным тренером «Енисея». Под руководством Тихонова «Енисей» провёл лучший сезон в истории, заняв третье место в первенстве ФНЛ, но в стыковых матчах за выход в премьер-лигу за счёт правила выездного гола уступил тульскому «Арсеналу». В июне 2017 года у Тихонова закончился контракт, который он не стал продлевать и покинул клуб.
1 июня 2017 года было объявлено о назначении Тихонова главным тренером самарских «Крыльев Советов». Под его руководством команда вернулась в премьер-лигу. 5 октября 2018 был отправлен в отставку — после девяти туров клуб занимал 15 место с 7 очками.
16 октября 2020 года возглавил казахстанскую «Астану», за которую выступал в качестве игрока в 2009 году. Под руководством Тихонова команда стала бронзовым призёром чемпионата Казахстана. 27 октября 2021 года получил двухлетнюю дисквалификацию от Казахстанской федерация футбола за то, что 24 октября в конце первого тайма матча чемпионата с «Кайратом» (1:0) увёл команду с поля из-за недовольства судейством. Спустя несколько минут команда вернулась на поле и игра продолжилась, матч так и закончился со счетом 1:0 в пользу «Кайрата». Сам Тихонов сказал, что решение было принято командой, а он лишь поддержал его, и сравнил судейство проводившего последний матч в своей карьере Игоря Чеснокова с судейством чеха Крондла в матче сборных Болгарии и России в 1997 году. 5 ноября 2021 года контракт был расторгнут по обоюдному согласию сторон.
10 января 2024 года вновь возглавил красноярский «Енисей». За первый сезон работы смог поднять команду с 10-го места на 6-е, набрав за 14 туров 27 очков.

## Достижения

### Командные
«Спартак» (Москва)
- Чемпион России (8): 1992, 1993, 1994, 1996, 1997, 1998, 1999, 2000
- Обладатель Кубка России (2): 1993/94, 1997/98
- Обладатель Кубка чемпионов Содружества (5): 1993, 1994, 1995, 1999, 2000
- Серебряный призёр чемпионата России: 2011/12
- Бронзовый призёр чемпионата России: 1995
- Финалист Кубка России: 1995/96
- Финалист Кубка чемпионов Содружества (2): 1997, 1998

«Крылья Советов»
- Бронзовый призёр чемпионата России: 2004
- Финалист Кубка России: 2003/04

«Химки»
- Победитель первого дивизиона России: 2006
- Финалист Кубка России: 2004/05

«Локомотив» (Астана)
- Серебряный призёр чемпионата Казахстана: 2009

### Личные
- Член Клуба бомбардиров Григория Федотова
- Член Клуба 100 российских бомбардиров: 145 голов
- В списках 33 лучших футболистов Чемпионата России (6): № 1 — 1996, 1997, 1998, 1999; № 2 — 1995; № 3 — 2001
- Лучший футболист России по результатам опроса еженедельника «Футбол»: 1996
- Лучший футболист России по результатам опроса газеты «Спорт-Экспресс»: 1996
- Лауреат премии «Стрелец» в номинации «Самый полезный игрок года»: 1996
- Лауреат премии «Стрелец» в номинации «Лучший полузащитник атакующего плана»: 1999
- Футбольный джентльмен года в России (2): 1996, 2006 (единственный дважды лауреат)
- Лучший футболист первого дивизиона России (3): 2005, 2006, 2010
- Игрок десятилетия ФК «Спартак» Москва: 1997—2006
- Лучший футболист-ветеран РФПЛ по оценкам газеты «Спорт-Экспресс» (2): 2007 (ср. балл 5,75); 2008 (ср. балл 5,95)
- Жюри конкурса «Чемпионату России по футболу — 20 лет» признан лучшим футболистом и лучшим левым полузащитником российских чемпионатов 1992—2012 годов[59]

### Тренерские
«Спарта»
- Обладатель Кубка России среди любительских команд: 2012
- Серебряный призёр первенства России среди любительских команд: 2012/13 (зона «Московская область», группа «А»)

«Енисей»
- Бронзовый призёр ФНЛ: 2016/17

«Крылья Советов»
- Серебряный призёр ФНЛ: 2017/18

«Астана»
- Бронзовый призёр Чемпионата Казахстана: 2020

## Факты
- Является рекордсменом клуба[какого?] по количеству незабитых пенальти — 7[60].
- В 2007 году снялся в рекламе Nike («Just do it»).

## Статистика выступлений

### Клубная
| Клуб                    | Сезон            | Лига | Лига | Кубки | Кубки | Еврокубки | Еврокубки | Всего | Всего |
| Клуб                    | Сезон            | Игры | Голы | Игры  | Голы  | Игры      | Голы      | Игры  | Голы  |
| ----------------------- | ---------------- | ---- | ---- | ----- | ----- | --------- | --------- | ----- | ----- |
| Вымпел                  | 1991             | 32   | 33   | —     | —     | —         | —         | —     | —     |
| Титан (Реутов)          | 1992 (1992/93)   | 15   | 8    | 3     | 2     | —         | —         | 18    | 10    |
| Спартак-д (Москва)      | 1992 (1992/93)   | 23   | 19   | 2     | 1     | —         | —         | 25    | 20    |
| Спартак-д (Москва)      | 1993 (1993/94)   | 34   | 29   | 1     | 2     | —         | —         | 35    | 31    |
| Спартак-д (Москва)      | 1994             | 16   | 23   | 0     | 0     | —         | —         | 16    | 23    |
| Спартак-д (Москва)      | 1995             | 4    | 3    | 0     | 0     | —         | —         | 4     | 3     |
| Спартак (Москва)        | 1992 (1992/93)   | 2    | 0    | 0     | 0     | 0         | 0         | 2     | 0     |
| Спартак (Москва)        | 1993 (1993/94)   | 7    | 2    | 2     | 0     | 1         | 0         | 10    | 2     |
| Спартак (Москва)        | 1994 (1994/95)   | 20   | 9    | 2     | 0     | 6         | 2         | 28    | 11    |
| Спартак (Москва)        | 1995 (1995/96)   | 20   | 7    | 4     | 0     | 8         | 1         | 32    | 8     |
| Спартак (Москва)        | 1996 (1996/97)   | 34   | 16   | 0     | 0     | 6         | 4         | 40    | 20    |
| Спартак (Москва)        | 1997 (1997/98)   | 24   | 10   | 5     | 4     | 11        | 3         | 40    | 17    |
| Спартак (Москва)        | 1998 (1998/99)   | 30   | 4    | 1     | 0     | 8         | 3         | 39    | 7     |
| Спартак (Москва)        | 1999 (1999/00)   | 29   | 19   | 4     | 0     | 9         | 5         | 42    | 24    |
| Спартак (Москва)        | 2000 (2000/01)   | 25   | 1    | 1     | 0     | 2         | 0         | 28    | 1     |
| Маккаби (Тель-Авив)     | 2000/01          | 8    | 1    | 0     | 0     | —         | —         | 8     | 1     |
| Крылья Советов (Самара) | (2000/01)        | —    | —    | 2     | 0     | —         | —         | 2     | 0     |
| Крылья Советов (Самара) | 2001 (2001/02)   | 29   | 4    | 2     | 0     | —         | —         | 31    | 4     |
| Крылья Советов (Самара) | 2002 (2002/03)   | 17   | 2    | 3     | 0     | 1         | 0         | 21    | 2     |
| Крылья Советов (Самара) | 2003 (2003/04)   | 29   | 9    | 10    | 2     | —         | —         | 39    | 11    |
| Крылья Советов (Самара) | 2004 (2004/05)   | 23   | 4    | 2     | 0     | —         | —         | 25    | 4     |
| Химки (Химки)           | 2004 (2004/05)   | —    | —    | 7     | 4     | —         | —         | 7     | 4     |
| Химки (Химки)           | 2005 (2005/06)   | 41   | 15   | 0     | 0     | —         | —         | 41    | 15    |
| Химки (Химки)           | 2006 (2006/07)   | 42   | 22   | 1     | 0     | —         | —         | 43    | 22    |
| Химки (Химки)           | 2007 (2007/08)   | 28   | 4    | 1     | 0     | —         | —         | 29    | 4     |
| Крылья Советов (Самара) | 2008 (2008/09)   | 28   | 7    | 1     | 0     | —         | —         | 29    | 7     |
| Локомотив (Астана)      | 2009 (2009/10)   | 25   | 12   | 0     | 0     | —         | —         | 25    | 12    |
| Химки (Химки)           | 2010 (2010/11)   | 24   | 2    | 0     | 0     | —         | —         | 24    | 2     |
| Спартак (Москва)        | 2011/12          | 1    | 0    | 1     | 0     | 0         | 0         | 2     | 0     |
| Спарта (Щёлково)        | 2012/13          | 0    | 0    | —     | —     | —         | —         | 0     | 0     |
| Итого за карьеру        | Итого за карьеру | 578  | 232  | 55    | 15    | 52        | 18        | 685   | 265   |

### В сборной
| Годы      | ЧМ-1998 (Кв.) | ЧМ-1998 (Кв.) | Евро-2000 (Кв.) | Евро-2000 (Кв.) | Тов. матчи | Тов. матчи | Всего | Всего |
| Годы      | Матчи         | Голы          | Матчи           | Голы            | Матчи      | Голы       | Матчи | Голы  |
| --------- | ------------- | ------------- | --------------- | --------------- | ---------- | ---------- | ----- | ----- |
| 1996—2000 | 6             | 1             | 9               | 0               | 14         | 0          | 29    | 1     |

| Матчи и голы Тихонова за сборную России | Матчи и голы Тихонова за сборную России | Матчи и голы Тихонова за сборную России | Матчи и голы Тихонова за сборную России | Матчи и голы Тихонова за сборную России | Матчи и голы Тихонова за сборную России |
| №                                       | Дата                                    | Соперник                                | Счёт                                    | Голы                                    | Соревнование                            |
| --------------------------------------- | --------------------------------------- | --------------------------------------- | --------------------------------------- | --------------------------------------- | --------------------------------------- |
| 1                                       | 7 февраля 1995                          | Мальта                                  | 2:0                                     | -                                       | Кубок Ротманса                          |
| 2                                       | 9 февраля 1995                          | Исландия                                | 3:0                                     | -                                       | Кубок Ротманса                          |
| 3                                       | 28 августа 1996                         | Бразилия                                | 2:2                                     | -                                       | Товарищеский матч                       |
| 4                                       | 1 сентября 1996                         | Кипр                                    | 4:0                                     | -                                       | Отборочные матчи ЧМ-1998                |
| 5                                       | 9 октября 1996                          | Израиль                                 | 1:1                                     | -                                       | Отборочные матчи ЧМ-1998                |
| 6                                       | 10 ноября 1996                          | Люксембург                              | 4:0                                     | 1                                       | Отборочные матчи ЧМ-1998                |
| 7                                       | 7 февраля 1997                          | Югославия                               | 1:1                                     | -                                       | Товарищеский матч                       |
| 8                                       | 8 июня 1997                             | Израиль                                 | 2:0                                     | -                                       | Отборочные матчи ЧМ-1998                |
| н/о                                     | 18 августа 1997                         | Сборная ФИФА                            | 0:2                                     | -                                       | Товарищеский матч                       |
| 9                                       | 20 августа 1997                         | Югославия                               | 0:1                                     | -                                       | Товарищеский матч                       |
| 10                                      | 11 октября 1997                         | Болгария                                | 4:2                                     | -                                       | Отборочные матчи ЧМ-1998                |
| 11                                      | 29 октября 1997                         | Италия                                  | 1:1                                     | -                                       | Отборочные матчи ЧМ-1998                |
| 12                                      | 22 апреля 1998                          | Турция                                  | 1:0                                     | -                                       | Товарищеский матч                       |
| 13                                      | 22 апреля 1998                          | Польша                                  | 1:3                                     | -                                       | Товарищеский матч                       |
| 14                                      | 27 мая 1998                             | Грузия                                  | 1:1                                     | -                                       | Товарищеский матч                       |
| 15                                      | 10 октября 1998                         | Франция                                 | 2:3                                     | -                                       | Отборочные матчи ЧЕ-2000                |
| 16                                      | 14 октября 1998                         | Исландия                                | 0:1                                     | -                                       | Отборочные матчи ЧЕ-2000                |
| 17                                      | 27 марта 1999                           | Армения                                 | 3:0                                     | -                                       | Отборочные матчи ЧЕ-2000                |
| 18                                      | 31 марта 1999                           | Андорра                                 | 6:1                                     | -                                       | Отборочные матчи ЧЕ-2000                |
| 19                                      | 19 мая 1999                             | Беларусь                                | 1:1                                     | -                                       | Товарищеский матч                       |
| 20                                      | 5 июня 1999                             | Франция                                 | 3:2                                     | -                                       | Отборочные матчи ЧЕ-2000                |
| 21                                      | 9 июня 1999                             | Исландия                                | 1:0                                     | -                                       | Отборочные матчи ЧЕ-2000                |
| 22                                      | 18 августа 1999                         | Беларусь                                | 2:0                                     | -                                       | Товарищеский матч                       |
| 23                                      | 4 сентября 1999                         | Армения                                 | 2:0                                     | -                                       | Отборочные матчи ЧЕ-2000                |
| 24                                      | 8 сентября 1999                         | Андорра                                 | 2:1                                     | -                                       | Отборочные матчи ЧЕ-2000                |
| 25                                      | 9 октября 1999                          | Украина                                 | 1:1                                     | -                                       | Отборочные матчи ЧЕ-2000                |
| 26                                      | 23 февраля 2000                         | Израиль                                 | 1:4                                     | -                                       | Товарищеский матч                       |
| 27                                      | 26 апреля 2000                          | США                                     | 2:0                                     | -                                       | Товарищеский матч                       |
| 28                                      | 31 мая 2000                             | Словакия                                | 1:1                                     | -                                       | Товарищеский матч                       |
| 29                                      | 4 июня 2000                             | Молдова                                 | 1:0                                     | -                                       | Товарищеский матч                       |

Итого: 29 матчей / 1 гол; 17 побед, 8 ничьих, 4 поражения.

## Статистика в качестве главного тренера
| Клуб           | Начало работы   | Окончание работы | Результаты | Результаты | Результаты | Результаты | Результаты | Результаты | Результаты | Результаты |
| Клуб           | Начало работы   | Окончание работы | И          | В          | Н          | П          | ГЗ         | ГП         | РМ         | В %        |
| -------------- | --------------- | ---------------- | ---------- | ---------- | ---------- | ---------- | ---------- | ---------- | ---------- | ---------- |
| Енисей         | 14 июня 2016    | 31 мая 2017      | 43         | 22         | 6          | 15         | 63         | 48         | +15        | 051,16     |
| Крылья Советов | 1 июня 2017     | 5 октября 2018   | 52         | 32         | 5          | 15         | 73         | 44         | +29        | 061,54     |
| Астана         | 16 октября 2020 | 5 ноября 2021    | 44         | 25         | 10         | 9          | 81         | 49         | +32        | 056,82     |
| Енисей         | 10 января 2024  | н. в.            | 39         | 18         | 7          | 14         | 50         | 38         | +12        | 046,15     |
| Всего          | Всего           | Всего            | 178        | 97         | 28         | 53         | 267        | 179        | +88        | 054,49     |